# Shrine of Remembrance
Il Shrine of Remembrance (in italiano: Santuario della Memoria), noto come The Shrine, è un memoriale ai caduti situato a Melbourne, nello stato di Victoria in Australia. 
Fu originariamente costruito per onorare i caduti che prestarono servizio durante la prima guerra mondiale, ma in seguito divenne un memoriale dedicato alla memoria di tutti gli australiani che hanno prestato servizio in qualsiasi guerra. Sul sito ogni anno il 25 aprile viene festeggiato il Anzac Day e 11 novembre il Remembrance Day. È uno dei più grandi memoriali di guerra costruiti in Australia.
Progettato dagli architetti Phillip Hudson e James Wardrop, entrambi veterani della prima guerra mondiale, il complesso è stato realizzato in stile classico, ispirandosi alla Mausoleo di Alicarnasso e al Partenone di Atene. Costruito in granito Tynong, l'edificio originariamente consisteva solo nel santuario centrale. Nel 2003 il memoriale è stato ampliato su progetto dello studio ARM.